# Gertruda Przybylska
Gertruda Przybylska (ur. 30 września 1923 w Gnieźnie, zm. 20 marca 2012) – polska inżynier, działaczka związkowa, uczestniczka toruńskiej opozycji demokratycznej w okresie PRL.

## Życiorys
W czasie II wojny światowej została wywieziona na roboty przymusowe do III Rzeszy. W 1951 ukończyła studia na Wydziale Matematyczno-Przyrodniczym Uniwersytetu Poznańskiego. Do 1967 pracowała w Zakładach Włókien Chemicznych Stilon w Gorzowie Wielkopolskim, następnie do 1984 była zatrudniona w Zakładach Włókien Chemicznych „Elana” w Toruniu. Działała w Stowarzyszeniu Inżynierów i Techników Przemysłu Chemicznego.
W 1980 zaangażowała się w działalność „Solidarność”. Była m.in. przewodniczącą komisji wydziałowej, członkinią komisji zakładowej i zarządu regionu związku. Po wprowadzeniu stanu wojennego skierowana na przymusowy urlop i objęta zakazem wstępu do zakładu pracy. Zaangażowała się wówczas w pomoc osobom represjonowanym i ich rodzinom. Współtworzyła i należała do najaktywniejszych uczestników Rejonowego Komitetu Pomocy Osobom Pozbawionym Wolności, Zwolnionym z Pracy i ich Rodzinom.
W 1984 przeszła na emeryturę, pozostała do 2002 aktywną działaczką związkową, biorąc udział w reaktywowaniu NSZZ „S” i pracach komisji zakładowej. W latach 90. zajęła się działalnością społeczną w ramach Caritasu. Została pochowana na Cmentarzu Komunalnym nr 2 w Toruniu.

## Odznaczenia i wyróżnienia
W 2011 prezydent Bronisław Komorowski, za wybitne zasługi w działalności na rzecz przemian demokratycznych w Polsce, odznaczył ją Krzyżem Komandorskim Orderu Odrodzenia Polski. Wcześniej otrzymała m.in. Krzyż Kawalerski tego orderu (1979), Złoty Krzyż Zasługi (1964) i Medal „Za zasługi dla Miasta Torunia” na wstędze (1998).